# 逆柱いみり
逆柱 いみり（さかばしら いみり、男性、1964年7月14日 - ）は、日本の漫画家、イラストレーター。静岡県静岡市出身。
ペンネームの由来は「逆木の柱」と「いみり（ひびという方言）」から。妻は漫画家のみぎわパン。
1989年に『月刊漫画ガロ』（青林堂）300号にて望月勝広名義でデビュー。主に『ガロ』や『アックス』（青林工藝舎）などのマイナー誌で作品を発表する寡作な作家であり、単行本は絶版などで手に入りにくい。

## 来歴
高校卒業後に地元で会社員として数年間働くが「ねじ式」に感銘を受けて漫画家を目指す。1989年、『月刊漫画ガロ』300号で望月勝広名義でデビュー。デビュー作は8頁に4作が描かれた連作「くじら」「ウミウシ」「タネ」「ふくらはぎ」である。
作品にストーリーや内容、脈絡もなにも関係なく目的や盛り上がりすら存在しない、つげ義春とは違った非常に独特でシュールな世界を描く。
マイナーな作家でありながら、他の漫画家や映像作家などから高く評価されている。
静岡で活動する劇団で、舞台美術も担当していた。また、バンド「漏電銀座」（2022年12月解散）、「妄念忍者」でも活動している。

## 作品リスト

### 単行本
- 『象魚』（青林堂、1994年12月）ISBN 978-4792602475
- 『MaMaFuFu』（马马虎虎）（青林堂、1997年5月）ISBN 978-4792602826
- 『夢之香港旅行』（有限会社DANぼ、1999年2月）※500部限定
- 『ケキャール社顛末記』（青林堂、1999年11月）ISBN 978-4792603052
  - 『New! ケキャール社顛末記』（青林工藝舎、2023年11月） ISBN 978-4-88379-508-6
- 『ネコカッパ』（河出書房新社、2002年7月）ISBN 978-4309728223
- 『赤タイツ男』（青林工藝舎、2004年10月）ISBN 978-4883791682
  - 『増訂版 赤タイツ男』（青林工藝舎、2019年8月） ISBN 978-4883794614
    - 箱の男（英語版）
- 『はたらくカッパ』（青林工藝舎、2005年4月）ISBN 978-4883791842
  - 『増訂版 はたらくカッパ』（青林工藝舎、2019年9月） ISBN 978-4883794638
- 『空の巻き貝』（青林工藝舎、2009年7月）ISBN 978-4883792955
- 『ノドの迷路』（青林工藝舎、2016年7月）ISBN 978-4883794256

### 雑誌特集
- 『アックス』 Vol.44 特集：逆柱いみり 赤タイツ生活 （青林工藝舎 2005年4月） ISBN 978-4-88379-185-9
- 『アックス』 Vol.112 特集：逆柱いみり （青林工藝舎 2016年8月）ISBN 978-4-88379-426-3
- 『アックス』 Vol.156 特集：逆柱いみり （青林工芸舎 2023年12月） ISBN 978-4-88379-509-3

### 単行本未収録作品
- 「くじら」「ウミウシ」「タネ」「ふくらはぎ」（望月勝広名義、『ガロ』 1989年10月号）
- 「傾城魚（ジェニー・ハニバース）」（望月勝広名義、『ガロ』 1990年4月号）
- 「バイク」（望月勝広名義、『ガロ』 1990年7月号）
- 「腰」（望月かつひろう名義、『コミックGiga』2号、1990年7月）
- 「ミロガンダ」（望月勝広名義、『ガロ』 1990年9月号）
- 「トルエン・トレイン」（望月勝広名義、『ガロ』 1990年12月号）
- 「観光案内」（望月勝広名義、『ガロ』 1991年6月号）
- 「いみり」（望月勝広名義、『ガロ』 1991年9月号）
- 「いみり」（望月勝広名義、『ガロ』 1992年11月号）
- 「珍珠魚」（望月勝広名義、『ガロ』 1993年1月号）
- 「RETURN TO PARADISE」（望月勝広名義、『ガロ』 1993年5月号）
- 「虫瘤」（『ガロ』 1993年12月号）
- 「座敷犬」（『ガロ』 1994年1月号）
- 「地底食堂」（『ガロ』 1994年4月号）
- 「地底動物園」（『ガロ』 1994年5月号）
- 「熱が出た」（『ガロ』 1994年6月号）
- 「马马虎虎（宣伝編）」（『ガロ』1997年7月号）
- 「ネコスカGTR」「キャンプの夜」「TV窃盗団」「ファンからの贈り物」（『恐怖の実話怪談』Chuッ8月号増刊　ワニマガジン社、1999年）
- 「蟹味噌」（『アックス』 Vol.1、1998年2月）
- 「何か問題がございますかしら?」（『アックス』 Vol.3、1998年6月）
- 「立派な魚」（『アックス』 Vol.4、1998年8月）
- 「児啼爺」「あの世の唄」「河童と天狗」「足首」「ＣＤを喰った話」（『平成50の怪談』ヤングヒップ７月号増刊、ワニマガジン社、1997年）
- 「プールで」（『アックス』 Vol.11、1999年10月）
- 「恐怖博士の花嫁」（『ガロ』 2000年1月号 - 2000年10月号）
- 「岩テレビ」（『ガロ』 2000年11月号 - 2001年3月号）
- 「ハイウェイがのびてくる」（『アワーズ・ガール』2000年12月2日号）
- 「九龍少年隊」（『九龍』Vol.1、2001年4月）
- 「カッパマンション」（『月刊アワーズライト』2002年7月 - 8月号）
- 「猟奇王対便所バエ」（川崎ゆきお『2001年猟奇への旅 - 少年少女世界猟奇名作選』、川崎ゆきお画業30周年記念出版『秘蔵版・猟奇玉手箱』所収、幻堂出版、2002年8月） ISBN 978-4-9442-3615-2
- 「ネコカッパ 重工業風呂」（『九龍』Vol.5、2003年8月）
- 「競技会」（『アックス』 Vol.34、2003年8月）
- 「毒ガス怪人マッドガッサー」（『戦慄!!呪いの都市伝説モンスター』講談社、2007年8月） ISBN 978-4-0637-4017-2 → 『呪いの都市伝説モンスター』（講談社、2017年9月 ISBN 978-4-0639-3304-8）として再刊
- 「金魚まかせ」（『アックス』 Vol.81-82、2011年6月 - 8月）
- 「茶番なカッパ」（『アックス』 Vol.83-86、2011年10月 - 2012年4月）
- 「つげ義春 夢日記 昭和四十七年七月六日」（『アックス』Vol.119、2017年10月）
- 「Made of Lubber」（『Baltic Comics Magazine š!』 #32、2018年8月） ISBN 978-9-9345-1898-0

### その他
- 『脳内リゾート怪獣計画漫画 木乃伊怪獣 ファラオス』（ビリケン商会発売ソフビフィギュア付録、2007年3月） - マンガ冊子
- 『脳内リゾート怪獣計画漫画 ロボット怪獣 リルゼ』（ビリケン商会発売ソフビフィギュア付録、2007年9月） - マンガ冊子
- 『脳内リゾート怪獣計画漫画 癇癪宇宙人 クリテン星人』（ビリケン商会発売ソフビフィギュア付録、2008年3月） - マンガ冊子
- 『脳内リゾート怪獣計画漫画 密漁ロボット ブルガン』（ビリケン商会発売ソフビフィギュア付録、2009年2月） - マンガ冊子
- 『脳内リゾート怪獣計画漫画 宇宙エイ ボスタング』（ビリケン商会発売ソフビフィギュア付録、2009年7月） - マンガ冊子
- 『脳内リゾート怪獣計画漫画 オコゼ怪獣 キングゴゼラ』（ビリケン商会発売ソフビフィギュア付録、2010年10月） - マンガ冊子
- 『ニセ京都』（トランスポップギャラリー、2012年6月） - マンガ冊子
- 『続ニセ京都』（トランスポップギャラリー、2013年4月） - マンガ冊子
- 『ニセ京都 続々』（トランスポップギャラリー、2015年5月） - マンガ冊子
- 『ニセキョウト モーレツデスロード』（トランスポップギャラリー、2017年4月） - マンガ冊子
- 『ニセ京都』（2012年版『ニセ京都』と『続ニセ京都』の合冊、トランスポップギャラリー、2017年4月） - マンガ冊子
- 『The ニセ京都 序』（トランスポップギャラリー、2019年5月） - マンガ冊子
- 『The ニセ京都  後編』（トランスポップギャラリー、2020年5月） - マンガ冊子
- 『The ニセ京都 全』（『The ニセ京都 序』と『The ニセ京都 後編』の合冊、トランスポップギャラリー、2020年5月） - マンガ冊子
- 『臍の緒街道』（タコシェ、2009年1月） - 画集
- 『逆柱いみりWORKS』（『ART WORKS IMIRI SAKABASHIRA』のタイトルでも販売、トランスポップギャラリー、2014年6月） - ミニ画集
- 『生きてこい沈黙』（ヒカシューとの共著、マキガミレコード、2015年10月） - 詩画集
- 『蜃楼記』（Mangsick、2016年8月） - 画集
- 『逆柱いみり活版豆画集』（トランスポップギャラリー、2018年11月） - ミニ活版画集
- 『逆柱いみり活版豆画集』（トランスポップギャラリー、2019年6月） - ミニ活版画集
- 『逆柱いみり活版作品集』（トランスポップギャラリー、2019年10月） - 活版画集
- 『KAIJIYU（怪獣活版豆本）』（トランスポップギャラリー、2020年5月） - ミニ活版画集
- 『SAKABASHIRA IMIRI（怪獣 RISO ZINE）』（トランスポップギャラリー、2020年9月） - リソグラフ画集
- 『総天然色怪獣図鑑』（トランスポップギャラリー、2021年1月） - カラーリソグラフ画集
- 『逆柱いみり活版作品集 其之弐』（トランスポップギャラリー、2021年8月） - 活版画集
- 『総天然色怪獣図鑑Ⅱ』（トランスポップギャラリー、2022年5月） - カラーリソグラフ画集
- 『MONDO KAPPA』 (Le Dernier Cri、2022年7月） - シルクスクリーン版画集
- 『怪獣あの街この街』（トランスポップギャラリー、2022年10月） - カラーリソグラフ画集
- 『総天然色怪獣図鑑』（2020年版『総天然色怪獣図鑑』の増補版、トランスポップギャラリー、2023年11月） - カラーリソグラフ画集
- 『SAKABASHIRA IMIRI LETTERPRESS PRINT BOOK』（トランスポップギャラリー、2024年1月） - 活版画集
- 『逆柱いみり活版印刷作品集 其の四「怪獣寓」』（トランスポップギャラリー、2024年4月） - 活版画集
- 『怪獣怪人展作品集』（寺田克也との二人展示作品集、トランスポップギャラリー、2024年10月） - カラーリソグラフ画集
- 『ニセ京都 オリジナル版』（『ニセ京都』『続ニセ京都』『ニセ京都 続々』『ニセキョウト モーレツデスロード』収録、トランスポップリャラリー、2025年1月） - マンガ冊子
- 『大怪獣スペシャル 青赤版』（トランスポップリャラリー、2025年1月） - カラーリソグラフ画集
- 『逆柱いみり作品展 怪獣パノラマ2005』（不思議博物館分室サナトリウム、2005年4月） - カラー図録
- 『お蔵出しスケッチブック』（トランスポップギャラリー、2025年5月） - リソグラフ画集
- 島尾伸三『星の棲む島』（書籍、1998年3月、岩波書店）ISBN 978-4-0000-2097-8 - 装画・挿画・題字[3]
- 三木聡『インスタント沼』 （書籍、2009年4月、角川グループパブリッシング）ISBN 978-4-0487-3942-9 - 装画[4]
- 竹岡一郎『句集 ふるさとのはつこひ』（書籍、2015年3月、ふらんす堂）ISBN 978-4-7814-0720-3 - 装画・挿画
- 田中さとみ『sleeping cloth スリーピング クロス』（書籍、2024年10月、左右社）ISBN 978-4-8652-8433-1 - 装画・挿画
- エキセントリクウ『コンなミョーな夢ヲ見まシタ』（書籍、2024年12月、カクレクマノミ舎） - 装画
- Austin Freaks Sons『荒野の温泉河童芸者 火星人大脱走・暴虐の用心棒』（音楽CD、2000年5月） - ジャケット・ブックレットイラスト
- メトロファルス『狂風記』（音楽CD、2002年6月） - ジャケット・ブックレットイラスト
- GUILTY CONNECTOR und TABATA『Guilty Connector und Tabata』（音楽CD、2003年1月） - ジャケットイラスト[5]
- ヒカシュー 『生きること』（音楽CD、2008年4月） - ジャケット・ブックレットイラスト[6]
- ヒカシュー『生きてこい沈黙』（音楽CD、2015年4月） - ジャケット・歌詞カードイラスト
- ダンボール・バット『壊れたカセットはA.O.R.』（音楽CD、2015年6月） - ジャケットイラスト
- Joana Queiroz, Rafael Martini, Bernardo Ramos『GESTO』（音楽CD、LP 、2016年8月） -  ジャケットイラスト[7][8]
- ツダイーン『マーダーケースブック』（音楽CD、2017年3月） - ジャケットイラスト
- 漏電銀座『ぬばたまの世界』（音楽CD、2020年9月） - ジャケット・ブックレットイラスト
- ヒカシュー『虹から虹へ -LA LA WHAT-』（音楽CD、2021年12月） - ジャケット・歌詞カードイラスト
- NON BAND『NON BAND II』（音楽CD、2021年12月、LP、2022年4月） - ジャケットイラスト
- ダンボール・バット『とりとめのないレコード』（音楽CD、2023年3月） - ジャケットイラスト
- DENGUE FEVER『TING MONG』（音楽CD、LP、2023年9月） - ジャケット・歌詞カードイラスト
- 夜光虫『追憶』（音楽CD、2024年10月） - ジャケットイラスト
- Magic: The Gathering『Aetherdrift（霊気走破）』（トレーディングカード、2025年2月） - Skysovereign, Consul Flagship（領事の旗艦、スカイソブリン）イラスト
- Magic: The Gathering Secret Lair 『Summer Drop 2025 featuring Imiri Sakabashira』（トレーディングカード、2025年6月） - Consecrated Sphinx（聖別されたスフィンクス）、Resculpt（再造形）、Mirage Mirror（蜃気楼の鏡）、Scion of Draco（ドラコの末裔）イラスト
- Joana Queiroz, Rafael Martini, Bernardo Ramos «GESTO» - YouTube（逆柱いみりのイラスト・アニメーションによる、ミュージックビデオ）
- 松尾スズキ作・演出『キレイ 神様と待ち合わせた女』（Bunkamuraシアターコクーン上演、2000年） - 舞台美術